# 中美特种技术合作所
中美特种技术合作所，简称“中美技术合作所”、“中美合作所”（Sino-American Cooperative Organization）、“中美所”，英文简称为SACO，是第二次世界大战期间中國和美国军事情报机构（国民政府军事委员会调查统计局与美国海军情报署）合作建立的战时跨国情报机构，成立于1943年1月。其目的是中美之间加强军事情报的合作，共同打击日本。
《中美特种技术合作协定草案》第一条为：

为中美两国共同对日作战，组织中美特种技术合作所（简称中美所），交换日军海陆空军事情报和搜集中国大陆气象情报，训练游击队，挺进日军后方，协助美军在中国沿海登陆作战，共同迅速歼灭日寇。

二战同盟国胜利后，中美合作所于1946年1月正式解散。所内军统局人员向军统局报到继续工作，其他人员则资遣。下辖情报站均停止活动，所属医院则移交其他医院接收。1946年7月，所有手续办理完毕。

## 成立背景及过程
1941年12月7日，日本偷袭珍珠港成功，使美国最终参战。美国与日本隔太平洋相望，打击日本必须主要依靠海军及空军，掌握足够的气象、地理及军情信息就成了重要的工作。而美国认为中国在地理位置上占有优势，可以为美国提供这些信息。为了战胜日本，美国必须要同中国的军情机构合作，在中国成立一个军事情报机构，为中美共同打击日本提供相应情报。1942年5月3日，美国海军上校梅乐斯奉命到重庆，主要任务是“搜集情报和骚扰日本”。在中国驻美武官萧信如的帮助下，梅乐斯与军统戴笠取得了联系，并就合作事宜进行了磋商。梅乐斯与戴笠就合作草案分别报告美国海军部和蒋介石批准后，戴笠令毛人凤在重庆神仙洞设立了“中美合作筹备处”，起草“中美特种技术合作草案”和“中美合作所组织大纲”，将双方合作推进到组织实施阶段。1942年9月初，“中美合作所”美方第一批专家7人到达重庆，9月底，双方达成了具体的“合作纲要”。戴笠把重庆钟家山、杨家山一带拟作为中美合作所的办公场所，派陶一珊筹办“特种技术人员训练班”，调训通讯人员25人，加授爆破、侦译课程。蒋介石又提出：“中美特种技术合作，需要一个双方同意的书面协定。”1943年初中美双方共同拟定了一份名为《中美合作所协定》，得到了罗斯福和蒋介石的批准，1943年4月15日1在华盛顿正式签字。1943年7月1日2在重庆磁器口杨家山缫丝厂军统局郊外办事处礼堂，举行了“中美特种技术合作所”的正式成立仪式。结束于1946年1月1，一说为1946年5月。中美合作所直接隶属于中美两国最高军事统帅部，总部设在中国重庆西北郊的歌乐山下杨家山。成立时，美国海军部长法蘭克·諾克斯，中华民国外交部部长宋子文、杜诺万少将、萧信如上校和梅乐斯、戴笠先后签名。合作所主任戴笠、副主任美国海军梅乐斯（已晋升为准将；1943年7月美国陆军改派魏今生）。参谋长中方为郑介民（未到任）和李崇诗，美方为贝利美（贝乐利）。主任秘书中方为潘其武，美方为史密斯。合作所下设多个工作组，分别是：人事组、情报组、作战组、气象组、电讯组、联络组、研究分析组、心理作战组、供应组、医务组、会计组，总务组、运输组等。
1945年冬天中美双方签订了《中美特种技术合作结束协定》。签订之日就是《中美特种技术合作协定》的正式废止之时。同时，双方就未完成的业务进行善后处理，但所有业务合作的处理都必须在1946年7月1日前结束。
1954年起，在美國的「中美合作所」同仁，發起組織聯誼會，並且每年舉行一次年會。聯誼會有四千以上的會員，大多数爲美國人。

### 各期中美合作所训练班
中美合作所第一训练班（又称为雄村训练班、军委会第一特种技术人员训练班）：
- 1943年春，中美合作所在安徽省歙县雄村成立了第一训练班，1943年6月训练班正式开训。第一期是由驻广德王岭忠义救国军调来准尉排长至上校团长300多人到雄村中美班受训编为三个中队（第一期即为干训队，学制为6个月，从1943年6月至12月）。中国课为：三民主义、步兵操典、政治、筑城、通讯、防毒、特工、情报、化装、擒拿、游泳、国术等。美国人上课一是武器射击（如0.5机关炮、肩射火箭炮、洛易士机枪、汤姆生机枪、左轮手枪）；二是爆破。中国课教官有李立三、吴涌泉、黄升之等。美国教官有荷兰、汤姆生、贺登等。美国课程每课都有一个翻译配合。直至1945年8月结束。[8]
- 主任戴笠兼
- 少将副主任郭履洲至五期，七期由娄剑如。
- 少将总队长张国
- 少将教育长佘万选、汪浩然、黄天存
- 秘书室上校秘书罗孝先。
- 总务组上校组长张东生，七期是晏子风。
- 政训组上校组长吴志慎
- 教务组上校组长马鹏飞
- 会计课中校课长李型昌
- 医务所中校所长钱景初
- 电台少校台长章德善
- 特务连少校连长陈汉卿
- 通讯班少尉班长陈天理
- 翻译室中校翻译主任周关
- 助教室上尉助教林学哲
- 气象台
- 美教官负责人第一至第三期是马斯德中校，第三期至六期是巴尔金少校，第六至第八期是贺登上尉。
- 大队部上校大队长张葆琛，五期罗云柏接任。
- 上尉军需徐良
- 军械室上尉军械员陈允恭
- 少校副官主任
- 官佐厨房由上尉副官周景堂负责。
- 第一期 1943年6月至12月，共受训6个月，学生为3个中队（300多人）。
- 第二期 1944年1月至3月，共受训3个月，学生为5个中队（600多人）。
- 第三期 1944年4月至6月，共受训3个月，学生为7个中队（900多人）。
- 第四期 1944年7月至9月，共受训3个月，学生为4个中队（600多人）。
- 第五期 1944年10月至12月，共受训3个月，学生为6个中队（800多人）。
- 第六期 1945年2月至4月，共受训3个月，学生为8个中队（1000多人）。
- 第七期 1945年5月至7月，共受训3个月，学生为9个中队（1200多人）。
- 第八期 1945年8月开训半个月即停办（1200多人）。

第二中美特种技术训练班：
- 1943年秋初设址在湖南省南岳，后因长衡会战失利，1944年迁往湘西洪江。但一般仍称之为南岳训练班而不称洪江班。副主任陶一珊，教育长郭宗尧，政训组长苏业光，总务组长粟沧洲。总教官美军班奈特上尉。调训生源来自别动军第一、二、四、五、六纵队（主要以第六纵队何际元部为主），另有军统在湖南收编的土匪陈士虎部、军统粤汉铁路破坏队，军统湘北、鄂南行动队部分人员。

第三中美特种技术训练班：
1943年10月设班初设址在河南省临汝县凤穴寺，后因豫中会战洛阳沦陷，遂迁往镇平。继迁陕西省商县，再迁陕西省西安市牛东。副主任先后有文强、杨蔚（兼别动军第五纵队司令），教育长金树云，教务组长常惠卿，政训组长刘克敌，总务组长黄翠柏。总教官先后有美军杨格、Vincent R.Kramer二人，另配备美军各类课目教官40人。共训练了五期。调训生源来自别动军第五、六纵队，另有军统平汉、陇海、津浦路破坏队，共训练武装特务3025人。方向为针对中共各根据地渗透，破坏。
+
第四中美特种技术训练班。
设址在原绥远地区陕坝的东北大顺成。副主任先后有高荣、乔家才，教育长饶铁珊。总教官为美军郝拉德上尉。1944年春设班。该班第一、二期学员由美军教官海军上尉威尔森，陆战队上尉雷诺带领，编练成军统游击队，开赴平绥铁路以北，大青山区域。
第五中美特种技术训练班：
设址在军统贵州省息烽训练班。副主任先后有邓匡元、何峨芳，徐光英。调训生源来自别动军第三纵队（该纵队司令为徐光英）。
第六中美特种技术训练班：
位于福建华安县下坂村霞苑社。成立于1944年8月。代号“腾云训练班”，后人称之为“华安班”。副主任先后有雷镇中、陈达元。美方先后派摩理士少校、哈白林中校为代表。经过两个多月的紧张筹备，华安训练班于1944年10月正式开训，从事包括步兵操典、射击教范、简易测绘、指纹学、化装技术、密写法、行动暗杀等特务技术训练。电讯系的训练内容有各种无线电收、发报机的性能、电台种类、国际电码以及密码等特务技术。“华安班”本部设在原华安县政府厅堂，训练班共有一个电讯系和四个教导营，还有爆破、突击、运输、通讯、卫生等直属队，两个海空监视哨，加上一个气象联络台、两个水陆两栖中队，总计3000多人，分别驻扎在草坂、罗溪、下坂和华丰一带。其中有美籍官兵30余人。“华安班”教导第一营营长的汤涛，曾撰写《中美合作所第六特种技术训练班内幕》一文。1985年，中美合作所“华安班”旧址中的训练班教室及美军教官宿舍旧址被公布为华安县级文物保护单位；其他旧址建筑如龙安岩、种德堂、桂花堂等也保留至今，2009年在第三次全国文物普查中予以调查登记。
第七中美班：
设在浦城县临江镇，后迁福建建瓯东峰镇。称“东南班”。副主任为林超。
第八中美班
设在浙江瑞安县玉壶，副主任赵世瑞，系训练忠义救国军张惠芳部和军统的行动总队等。
第九中美班
设在重庆磁器口缫丝厂。又称中央警官学校特种警察训练班。梅乐斯亲任副主任。
第十中美班
设在贵州黔阳。后迁息烽。称为息烽班。
第十一中美班
设安徽临泉。班主任不是戴笠，而是由汤恩伯兼主任。副主任周麟祥，教育长刘庆生，政训组长钱孟起等，则仍为军统人员。主要是调训汤恩伯的苏鲁豫皖边区总司令部所领导的游击部队和周麟祥的军统行动总队。
第十三中美班：
设在广东梅州。
中美爆破人员训练班
浙江淳安港口成立。副主任毛森。
中美医务人员训练班。
湖南东安办过两期。副主任傅荣。
中美合作所修水训练班：
国民党三十集团军王陵基总部附近。副主任唐新。调训别动军杨遇春、盛瑜等纵队，和一些军统局的行动总队、爆破总队。每期开学，王陵基均前往讲话。这个班一直到抗战胜利都没有结束。
重庆特种技术警察训练班
共2期，招收学员1725人，主要课程有侦察审讯、指纹、毒物、痕迹、罪犯心理、化装拘捕、刑具使用、警犬使用等。美方教官对实习十分重视，除了对卡宾枪、手枪等枪械射击调练特别严格外，汽车、摩托车的驾驶也是其重要课程。后来，美方给军统提供了500匹军马，又开设了骑术课。
中美特种技气象工作人员训练班
专门训练气象测量技术人才，为美国海军提供中国东南沿海地带及各地气象动态情报。先后办了4期业学员151人，除留在“中美合作所“气象总台任职外，其余人被分派到各地气象台任职。
中美特种技术助教工作人员训练班
主要培训外语翻译人才，作为美国教官的助手，共4期，毕业146人。
中美东安医务人员训练班
修水行动干训班与柱林（贵阳）秘密行动班
两班共毕业1100多人，主要训练游击干部，以及美式特务工作技术与方法。

## 中美合作所的历史作用
按照成立时的约定，中美合作所的主要任务是：
- 扩大搜集与交换情报，分呈两国最高统帅部参考；
- 严密布置东南沿海的敌后情报网，准备策应美军登陆；
- 布置中国全国气象网，制定气象预报，提供美国海、空军参考；
- 侦译敌方电讯、研究敌人动态；
- 加强情报通讯、争取情报的时效，使能制敌机先；
- 扩大警特训练，以达成防奸防谍，维护治安的任务；
- 开展心理作战；
- 加强秘密破坏工作，摧毁敌人的军事设施及军用物资。3

按照上述任务要求，中美合作不停加強偵蒐、制策，为取得对日作战胜利做出極大卓越貢獻。如军统局军事情报处少将处长鲍志鸿声称中美合作所经过电讯侦测与密码破译，为美国准确提供了情报，使得美国空军得以击落日本海军大将山本五十六的座机。中美合作所还建立了165座气象台、通讯电台、观测哨等，为作战提供气象信息，这些情报对美军日后在太平洋上进攻日占岛屿和轰炸日本本土都起了重要作用。此外，中美合作所还对日进行了心理战，如在中国沦陷区用秘密广播进行干扰日本广播并进行反宣传，展开宣传攻势瓦解日军士气，或者加强抗战宣传，增强沦陷区中国人的信心。对经济战方面的工作如印制汪精卫政权储蓄券的假钞偷运到沦陷区，扰乱当地金融，并大量收购日货与沦陷区物资运回大后方等。中美合作所存续期间，美国特工部门主持在各地举办了22个特工训练班，美军为军统提供了9000余吨特工器材、武器弹药和军用物资，装备了10万余名军统人员，加强了中方对日作战的能力。二战结束后，美国海軍公開讚揚中美合作所的军事及气象信息“成为美国太平洋舰队和在中国沿海的美潜艇攻击敌海军的惟一情报来源”。
美國海軍宣稱從1944年6月至1945年6月，這些游擊隊斃敵23,540人，傷9,166人，俘獲291人，破壞橋樑209座，火車84輛，船舶141艘，倉庫97個。1945年3月22日，著名戰地記者Don Bell搭乘PB4Y-2轟炸機在廈門市附近被擊落，他與七名倖存機員在中美合作所的游擊隊協助下獲救。他回憶說：「兩小時前我們被擊落，當時離最近的日軍軍營不到一里，我們遭到砲擊，被汽艇追逐，被日軍飛機搜索，而現在有人告訴我離最近的美國海軍據點只有80里，你可以想像我們有多興奮。24小時內我們就與美國海軍接上頭了。」

## 与白公馆、渣滓洞的关系
美国历史学会会长魏斐德在其学术著作《间谍王：戴笠与中国特工》中论述三者关系：“从重庆歌乐山到沙磁区，毗连起伏的丘陵，广阔的山谷地带，长达13华里，纵横20余里，包括渣滓洞、梅园、杨家山、造时场、松林坡、白公馆、五灵观、红炉厂、王家院子、熊家院子、小杨公桥、朱公馆、步云桥、岚垭等地，都属于“中美合作所”的特区。这个秘密隐藏的营地周围有电网环绕，武装巡逻守卫，对擅入者格杀毋论。从步云桥到歌乐山的村落，全被封锁，不让老百姓通行。五灵观等地的居民，均被强行赶出。在特区范围内，除了持有特别通行证的美蒋特务外，一律不许进出。误入者便被抓起来杀掉。”
在整个战争中，戴笠的人在美国物资和资金的援助下，把梯田改造成了一片具有800幢房屋的基地。整个基地包括兵营、操练场、兵工厂、靶场、教室、警犬房、鸽棚、无线电通讯室、一个监狱和审讯设施。……北面也就是最小的山谷中设有一个“严酷的监狱，关于它有很多不幸的故事”。自然，这就是在《红岩》描述的集中营和酷刑室“白公馆”。
在一定历史时期内，一度出现了「中美合作所集中营」这种误称。这个名字，最早见于1956年8月16日四川省人民委员会公布的一批文物保护单位的名单，主要指位于重庆西北郊歌乐山与磁器口之间，占地约5250亩的一片地区。事实上，中美合作所只和白公馆、渣滓洞有部分空间上的重叠，时间上仅有很短时间的重叠，而且就时间和空间上的重叠来讲，目前也没有证据说明关押、刑讯政治犯和中共党员与中美合作所有关系。

## 学術界觀點

### 批评
中美合作所宣稱其訓練的游擊隊斃敵25,000人，傷11,642人，俘獲508人，破壞橋樑209座，火車82輛，船舶193艘，協助救援盟軍飛行員76人，而美軍顧問無損失。學術界普遍認為這個數字誇大了。對其貢獻評價最低的是Lance Zedric與Michael Dilley，認為其主要貢獻是提供氣象報告。
美国历史学专家迈克尔.沙勒博士在《美国十字军在中国》一书中评价中美合作所：“这个组织在蒋介石的秘密警察头子戴笠将军指挥下工作，是国民党一个货真价实的分支机构。”“这个小组的活动，大大地把中国推向内战的道路，使美国直接卷入了中国的国内斗争。”
美国著名记者和专栏作家约瑟夫·艾尔索普在1946年2月23日的《华盛顿邮报》上的《戴笠与美国海军情报组》一文中指出：“该组曾替戴笠训练并装备了15支所谓的游击队。那是一桩花费很多人力和物力的事……而且现在到处为害，因为那些所谓游击队，作战的主要对象并不是日本人而是他们的中国同胞。”
美国漢學家费正清如此评价：「中美合作所確實曾經部署過騷擾日軍後方的行動，並為美國海軍的登陸做了準備。但中美合作所的弊端在於，當1945年國共內戰爆發時，它把美援全部用在了國民黨一邊。這就在客觀上意味著美國『過早地』正式加入了反對中共的活動。這為中國共產黨所深惡痛絕，並完全有正當理由把它看作是美國帝國主義的不義行為。」4

### 赞扬
台湾学者沈瑜认为，“台海兩岸與美國對中美所歷史的扭曲，表示美國從70年代起才開始對它的學術研究，如費正清等人，不重視它對二戰的貢獻，而將它視為基於意識形態偏見與對美國利益的狹隘定義而干涉別國內政的先例”。沈瑜同时认为“中美合作所”是中共抹黑国军的阴谋，并指，“中華民國撤退到台灣後，以它作為中美合作抗日的象徵；中共早期將它作為國民黨殘殺的象徵，以襯托中共新政權的進步，在朝鮮戰爭爆發後，則作為反美反蔣的教材，在中共授意下小說《紅岩》歪曲歷史，將軍統與中美所混為一談，廣泛影響了中國大陸對它的看法，而在改革開放後，中共‘清除精神污染’與‘反對資產階級自由化’時，還是以它作為警惕外國勢力干涉中國的例子。中共宣傳基於政治需要操弄歷史，抹去了中國人對於這一段歷史的記憶。客觀的研究中美所歷史，要描述其歷史角色與現代的回憶”。

## 電影
美國於1953年拍攝的二戰電影《沙漠突围战》（Destination Gobi）描述中美合作所的氣象觀察員在戈壁的故事。

## 延伸閱讀
- Milton E. Miles. . Doubleday. 1967年  [2015-10-04]. （原始内容存档于2011-12-30）. 中譯本：梅樂斯. . 臺灣新生報編輯部譯. 臺灣新生報. 1979年. OCLC 847904485.
- Francis B. Mills; John W. Brunner. . Williamstown, NJ: Phillips Publications. 2002年. ISBN 9780932572400.
- Linda Kush. . Osprey Publishing. 2012-11-20. ISBN 978-1-78200-312-0.
- 孫丹年. . 陝西人民出版社. 2012年5月. ISBN 9787224101515.
- 何蜀. . 《书屋》. 2002年, 第七期  [2018-10-29]. （原始内容存档于2018-10-30）.
- 邓又平.  (PDF). 《美国研究》. 1988年, (第3期)  [2020-08-05]. （原始内容存档 (PDF)于2007-05-08）.
- 洪小夏.  (PDF). 《抗日战争研究》. 2007年, (第3期)  [2022-11-19]. （原始内容存档 (PDF)于2021-10-08）.